# Giorgio Centurione
Il Serenissimo Giorgio Centurione (Genova, 23 aprile 1553 – Genova, 11 gennaio 1629) è stato un politico e militare italiano, 95º doge della Repubblica di Genova.

## Biografia

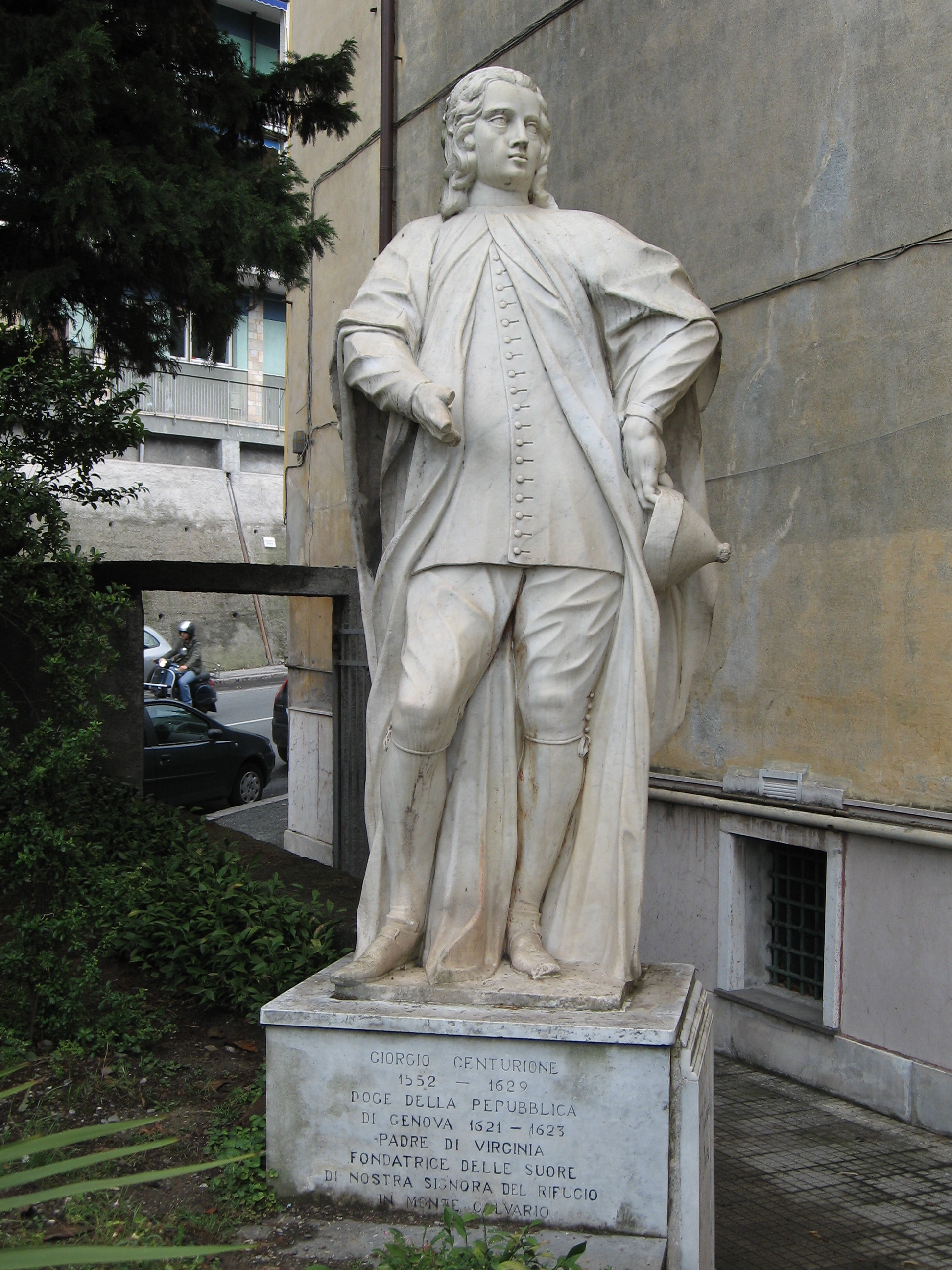
Statua che si trova nel giardino della casa madre delle Suore di Nostra Signora del Rifugio in Monte Calvario, fondate da sua figlia Virginia Centurione.

### Primi anni
Figlio di Domenico Centurione e di Nicolosina Fornari, nacque a Genova nel 1552 o il 23 aprile 1553 secondo quanto riportato in altre fonti biografiche. Avviato dalla famiglia all'attività diplomatica, si dedicò allo studio della storia e del diritto civile oltreché alla conoscenza delle lingue straniere come lo spagnolo, il francese e il tedesco.
Ventenne si unì, imbarcandosi su una galea della Repubblica di Genova con il grado di comandante, assieme alla flotta spagnola dell'ammiraglio e principe Gianndrea Doria nella battaglia del 1571 contro i Turchi presso le isole di Curzolari, in Grecia.
Nel periodo tra il 1579 e il 1580, a Genova, si occupò alla cura dei malati di peste. Nel 1582 fu inviato dalla repubblica nei territori del Marchesato di Finale per contrastare con un contingente armato l'avanzata dei Finalesi verso il confine della piccola Repubblica di Noli, quest'ultima sì indipendente ma alleata dei Genovesi.
Nello stesso anno, verso luglio, Giorgio Centurione fu inviato ad Augusta in qualità di ambasciatore straordinario presso la Dieta dei Principi di Germania facendosi portavoce degli avanzati diritti di Alfonso Del Carretto, appoggiati dalla repubblica genovese, sul marchesato finalese. Davanti all'imperatore Ferdinando I d'Austria, l'ambasciatore Centurione spiegò le ragioni della famiglia carrettesca accusando e mettendo in luce, per contro, gli intrighi della corona di Spagna (altra pretendente dei diritti sul Finalese) desiderosa di un nuovo porto commerciale in terra ligure-genovese per un più rapido scambio di merci e sale con il Ducato di Milano. 
Nonostante il parere contrario e le proteste del rappresentante spagnolo, e degli stessi Finalesi, la riunione germanica diede ragione a Genova promulgando un decreto di restituzione del marchesato ad Alfonso Del Carretto. Decreto che, dopo diversi mesi di stallo, solo in autunno divenne efficace (quando una copia dello stesso arrivò ufficialmente pure alla corte spagnola) ma praticamente non attuato a causa dell'improvvisa morte dello stesso marchese Del Carretto nel 1583.
Sempre come ambasciatore per la Repubblica, Giorgio Centurione fu inviato a Roma presso la Santa Sede per l'approvazione papale di Gregorio XIII sulla costituzione a Genova di un magistrato delle Monache; in cambio la repubblica genovese fornì allo Stato Pontificio circa 600 soldati corsi da impiegare nella città romana. Ora impiegato da Genova nella lotta contro il banditismo locale, che per alcuni episodi lo promosse sul campo della nomina a commissario generale, nel 1583 accolse a Savona il duca Carlo Emanuele I di Savoia.
Inizialmente nominato governatore della Corsica nel 1588, a causa di una lettura burocratica (compimento dei quarant'anni prescritti dalla legge), sollevata dal magistrato dei Conservatori, fu sollevato dall'incarico. Rimase, tuttavia, sull'isola corsa dove nel 1589 fu promosso come sindacatore degli ufficiali politici, amministrativi e giudiziari. Negli stessi anni, parallelamente alla carriera di Stato, sviluppò ed ampliò pure i suoi interessi economici assieme al fratello Stefano e con Giulio Centurione aprendo a Napoli un banco (1589-1591) che offrì prestiti anche alla corte del Regno di Napoli. Tra gli anni che vanno dal 1592 al 1595 fu tra i riformatori del magistrato delle Triremi, sindacatore della Rota (1593), sovrintendente alla costruzione delle nuove mura intorno al capoluogo genovese (1594), senatore della Repubblica (dicembre 1595) e tra i componenti del collegio dei governatori repubblicani.
Nel 1599 accolse a Genova la regina Margherita d'Austria-Stiria, moglie di Filippo III di Spagna, e ne seguì la corte in Spagna dove fu ambasciatore straordinario. Presso il sovrano spagnolo si fece ancora promotore, a rappresentanza della repubblica, dei diritti genovesi sul Marchesato di Finale (illustrando al re i possibili vantaggi economici) con l'intento di bloccare l'ormai accordo di cessione dello stato ponentino di Sforza Andrea Del Carretto verso la stessa Spagna. Venne quindi invitato dal sovrano Filippo III ad esporre tali richieste e presunti diritti dinnanzi al Consiglio spagnolo: una presa di posizione del monarca che fu interpretata, de facto, come una sorta di "non scelta", delegando il tutto ad un consiglio che non avrebbe di certo fatto un passo indietro in rispetto al sovrano. L'ambasciatore Giorgio Centurione, in accordo con lo stesso governo genovese, preferì pertanto non affrontare la questione mettendo la Repubblica di Genova in uno stato "forzato" di accettazione della realtà politica, che vedeva ora nella Spagna la nuova proprietaria del marchesato finalese.
Tornato a Genova fu ancora in Corsica in qualità di commissario generale, dove per la sua brillante opera in materia di sicurezza e giustizia, con decreto del 27 giugno 1601, venne esonerato (e la sua discendenza maschile primogenita) dai pubblici gravami. Sotto il governo del doge Agostino Doria (1601-1603) fu ancora estratto senatore e aggregato al Collegio dei procuratori, nonché impegnato nella costante opera contro il banditismo nelle Riviere. Negli stessi anni rivestì anche le cariche di protettore del Santo Uffizio e al magistrato delle Milizie dove provvide alla sicurezza della fortezza del Priamar di Savona. L'uccisione del principe Ercole di Monaco nel novembre 1604 destò la Repubblica di Genova per un possibile attacco da parte del duca di Savoia. Giorgio Centurione, inviato da Genova a Monaco, sventò un effettivo tentativo di assedio sabaudo.
Ancora sindacatore in Corsica (1604) e tra i quaranta capitani di Genova, fu tra il 1606 e il novembre 1607 reggente del capitaneato della val Polcevera e Bisagno. Senatore della Repubblica (1607) e governatore (dove studiò nuove fortificazioni per il porto della Spezia e l'omonimo golfo) acquisì altre nomine quale tra gli Otto colonnelli della Repubblica, colonnello di Sestri Ponente, supremo sindacatore (1609), sindacatore dei Giurisdicenti (1610), eletto nel magistrato della Moneta e Conservatore delle Leggi, governatore di Corsica (1613). Negli stessi anni fu più volte alla corte di Carlo Emanuele I di Savoia per trattare diplomaticamente i nuovi dissidi contrasti tra lo stato genovese e sabaudo.

### Il dogato e gli ultimi anni
La morte improvvisa per ictus cerebrale del neo doge Ambrogio Doria, il 12 giugno 1621, fece sì che il Gran Consiglio fu richiamato ad eleggere il suo successore e il 22 giugno la figura di Giorgio Centurione fu scelta come degna di guidare lo Stato: la cinquantesima in successione biennale e la novantacinquesima nella storia repubblicana.
Il dogato del Centurione fu contraddistinto da una forte crisi di carestia. Venne istituito per curare le rendite genovesi il magistrato delle Comunità, fu introdotta a Genova la Compagnia dei mercanti armeni e, dopo una trattativa con il Sacro Romano Impero, la Repubblica di Genova poté acquisire il territorio savonese del Marchesato di Zuccarello. Al termine del mandato, il 22 giugno 1623, fu nominato procuratore perpetuo (carica spettante agli ex dogi) e preside delle Milizie.
Con l'accrescere dei venti di guerra tra Genova e il Ducato di Savoia, Giorgio Centurione venne chiamato a guidare le truppe nella Riviera di Ponente contrapposte ai sabaudi e messo al comando del neo istituito magistrato di Guerra. Fino ai suoi ultimi giorni di vita collaborò con lo stato genovese nella lotta contro il banditismo. Morì a Genova l'11 gennaio 1629, lasciando un cospicuo patrimonio.
Nel 1682 il suo corpo venne traslato nella chiesa di San Francesco d'Assisi a Sestri Ponente.

## Vita privata
Si sposò tre volte: la prima moglie fu Ippolita Spinola, la seconda Lelia Spinola e la terza Ersilia Cattaneo de Marini; ebbe almeno dodici figli, tra i quali Virginia, beata. Ippolito, corsaro, fu nipote, figlio di Francesco.